# Diglossa gloriosa
Diglossa gloriosa là một loài chim trong họ Thraupidae.